# 熊本市立画図小学校
熊本市立画図小学校（くまもとしりつ えずしょうがっこう）は、熊本県熊本市東区下江津八丁目にある公立小学校。

## 沿革
- 1875年（明治 8年）
  - 下江津学校創立（後の江上小学校）
  - 下無田の栄専寺の境内に公立下無田小学校創立（後の水哉小学校）
- 1876年（明治9年） - 下無田の旧屋敷に下無田小学校移転
- 1884年（明治17年） - 公立下無田小学校を水哉小学校に改称
- 1886年（明治19年） - 水哉小学校を下無田尋常小学校と改称
- 1887年（明治30年） - 下江津学校を江上小学校と改称
- 1900年（明治33年）
  - 江上小学校を画図北部尋常小学校と改称
  - 下無田尋常小学校を画図南部尋常小学校と改称
- 1903年（明治36年） - 合併して画図尋常小学校となる
- 1906年（明治39年） - 高等科併置
- 1915年（大正4年）2月 - 両校統合
- 1918年（大正7年）4月 - 画図尋常高等小学校と改称
- 1932年（昭和7年）12月 - 熊本市画図尋常高等小学校と改称
- 1941年（昭和16年） - 熊本市画図国民学校と改称
- 1947年（昭和22年） - 熊本市立画図小学校と改称

## 歴代校長
- 1875年（明治8年） - 初代校長
- 江上、水哉統合後（画図尋常高等小学校後の画図小学校）の歴代校長（参照：続・水郷画図の歴史ー画図町史刊行会）
- 第一代　遠山八郎（大正2～9年）
- 第二代　有住昌雄（大正９～13年）
- 第三代　松下新吉（大正13～15年）
- 第四代　柳井良人（大正15～昭和2年）
- 第五代　藤本朝晴（昭和2～4年）
- 第六代　仲田市郎（昭和4～6年）
- 第七代　黒田運記（昭和6～7年）
- 第八代　吉村運蔵（昭和7～13年）
- 第九代　徳永虎雄（昭和13～18年）以下続く

## 委員会
- 美化委員会
- みどり委員会
- 安全委員会
- 給食委員会
- 保健委員会
- 放送委員会
- 学級委員

## クラブ活動

### 運動部
- 野球部
- サッカー部
- バレー部
- バスケットボール部
- 剣道部
- 水泳部

### 文化部
- 音楽部

## 著名な卒業生
- 中村汀女（俳人）
- 片岡安祐美（野球選手）
- 筒江海斗　（陸上選手）